# Zingiber longiligulatum
Zingiber longiligulatum är en enhjärtbladig växtart som beskrevs av Shao Quan Tong. Zingiber longiligulatum ingår i släktet Zingiber och familjen Zingiberaceae. Inga underarter finns listade i Catalogue of Life.